# Paralympische Zomerspelen 1996
De Xe Paralympische Zomerspelen werden in 1996 in Atlanta, Verenigde Staten gehouden, waar ook dat jaar de Olympische Spelen werden gehouden.

## Medaillespiegel
Het IPC stelt officieel geen medaillespiegel op, maar geeft desondanks een medailletabel ter informatie. In de spiegel wordt eerst gekeken naar het aantal gouden medailles, vervolgens de zilveren medailles en tot slot de bronzen medailles.
De onderstaande tabel geeft de top-10, aangevuld met België. In de tabel heeft het gastland een blauwe achtergrond.
| Plaats | Land             | NPC | Goud | Zilver | Brons | Totaal |
| 1      | Verenigde Staten | USA | 46   | 46     | 65    | 157    |
| 2      | Australië        | AUS | 42   | 37     | 27    | 106    |
| 3      | Duitsland        | GER | 40   | 58     | 51    | 149    |
| 4      | Groot-Brittannië | GBR | 39   | 42     | 41    | 122    |
| 5      | Spanje           | ESP | 39   | 31     | 36    | 106    |
| 6      | Frankrijk        | FRA | 35   | 29     | 31    | 95     |
| 7      | Canada           | CAN | 24   | 21     | 24    | 69     |
| 8      | Nederland        | NED | 17   | 11     | 17    | 45     |
| 9      | China            | CHN | 16   | 13     | 10    | 39     |
| 10     | Japan            | JPN | 14   | 10     | 13    | 37     |
|        |                  |     |      |        |       |        |
| 22     | België           | BEL | 8    | 10     | 7     | 25     |

## Deelnemende landen
De volgende 104 Nationaal Paralympisch Comités werden tijdens de Spelen door een of meerdere sporters vertegenwoordigd:

## Galerie

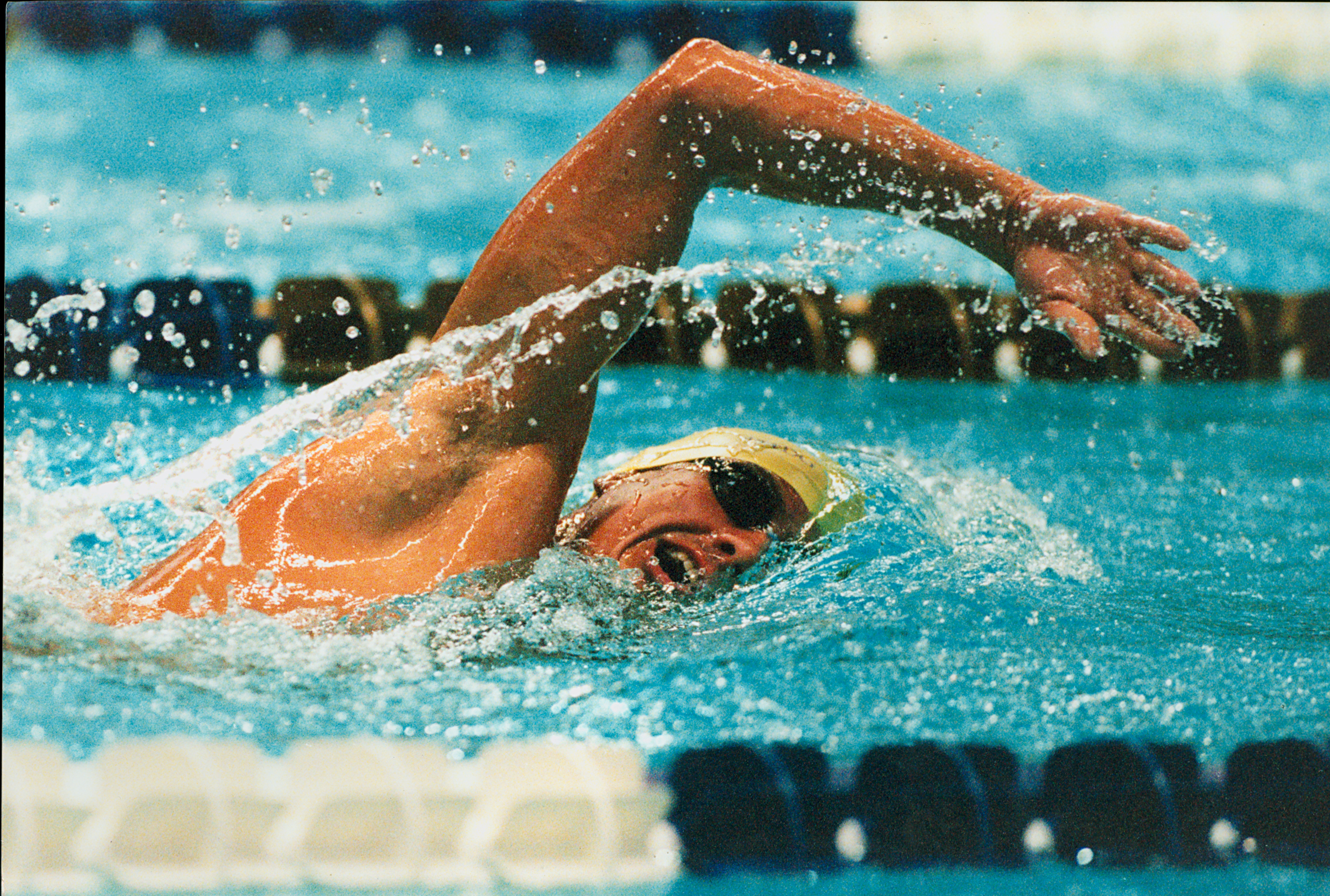
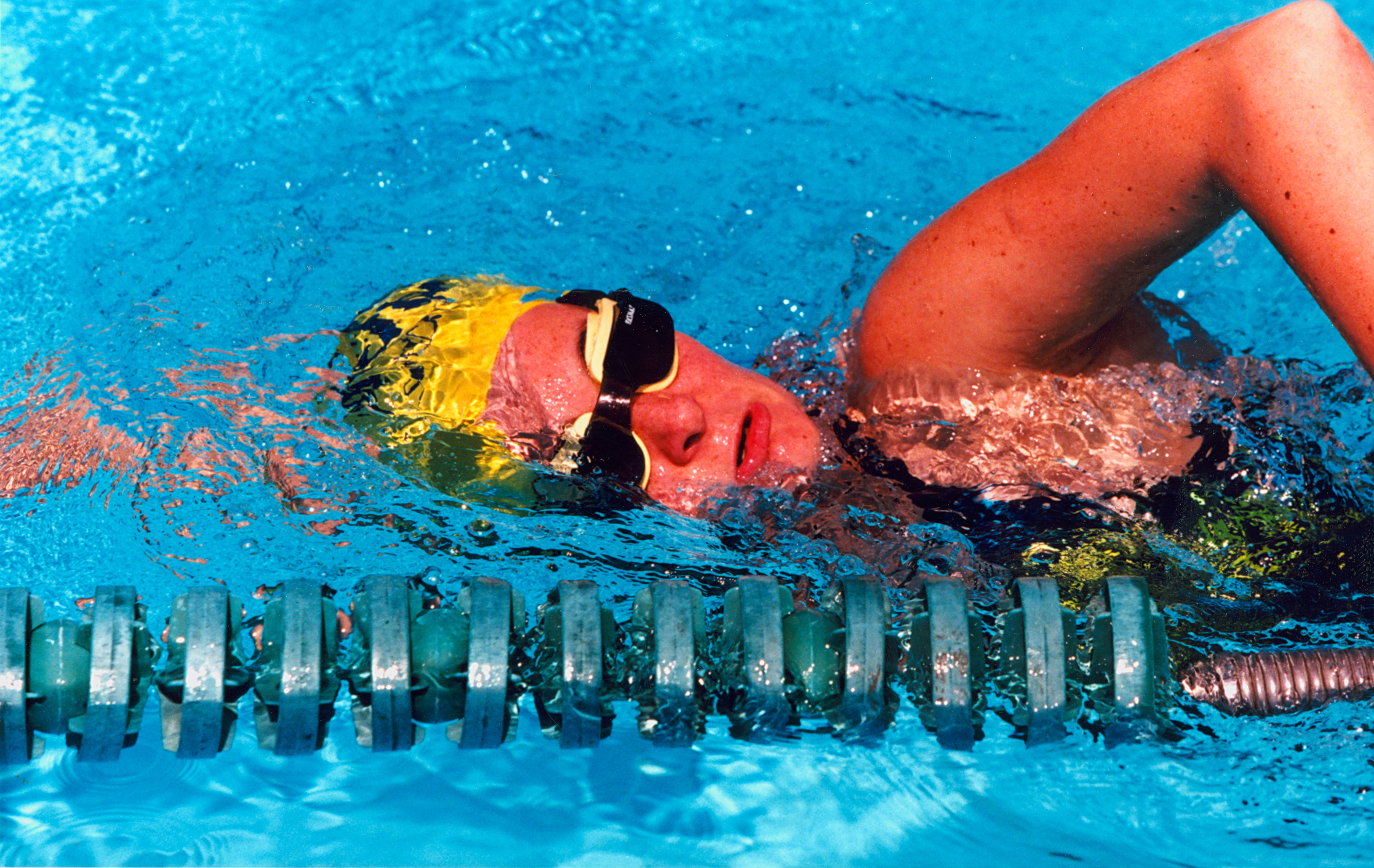
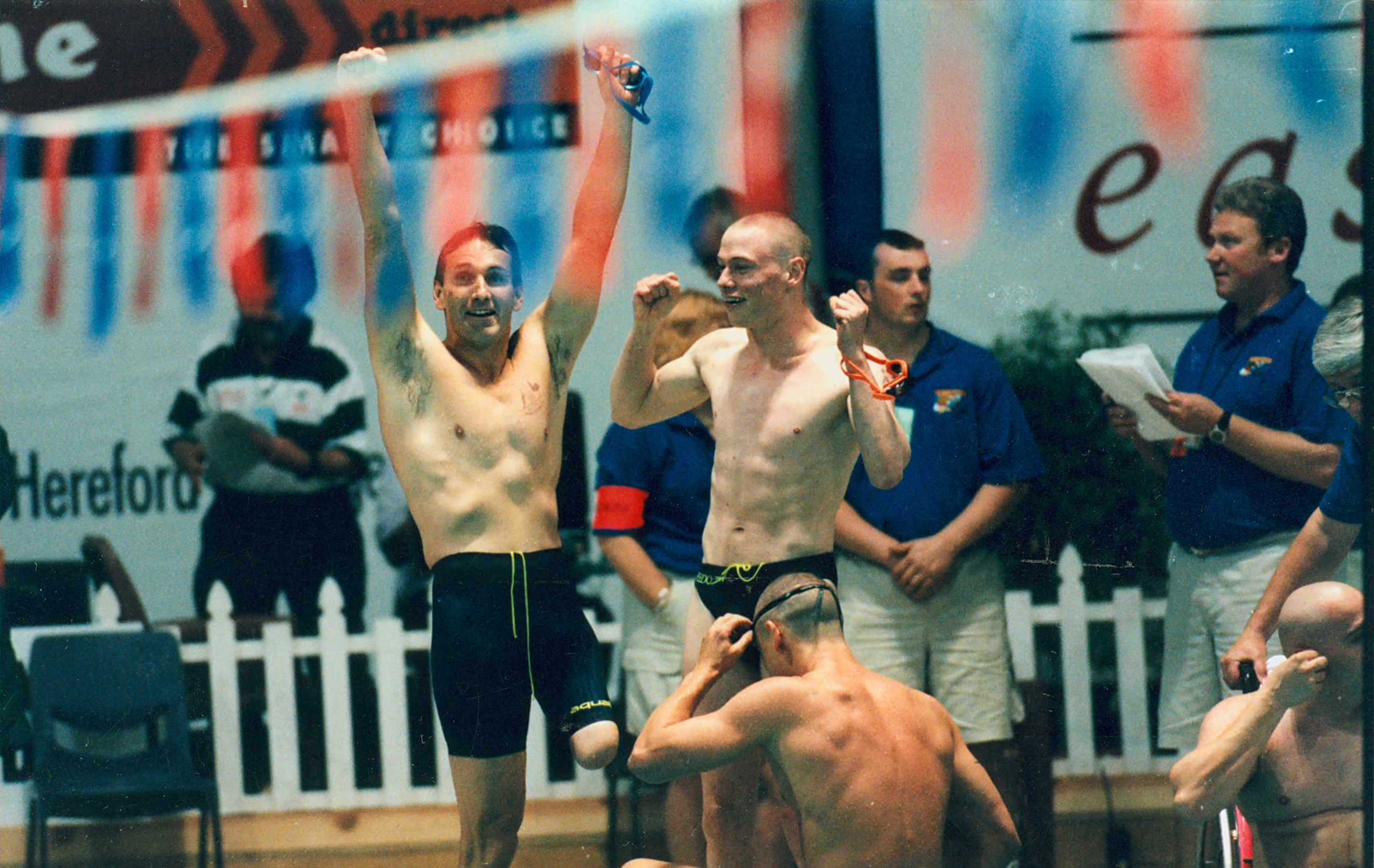
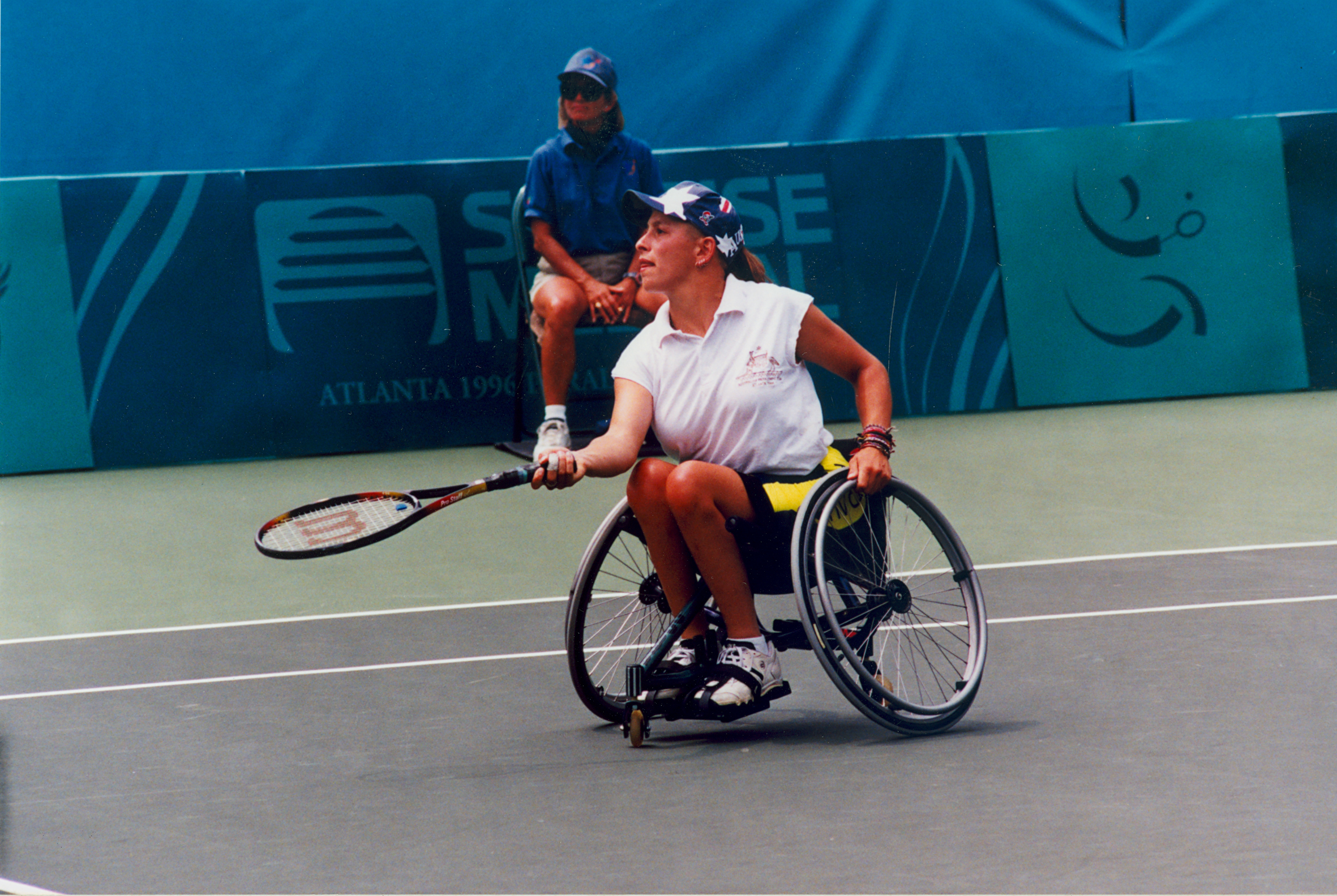
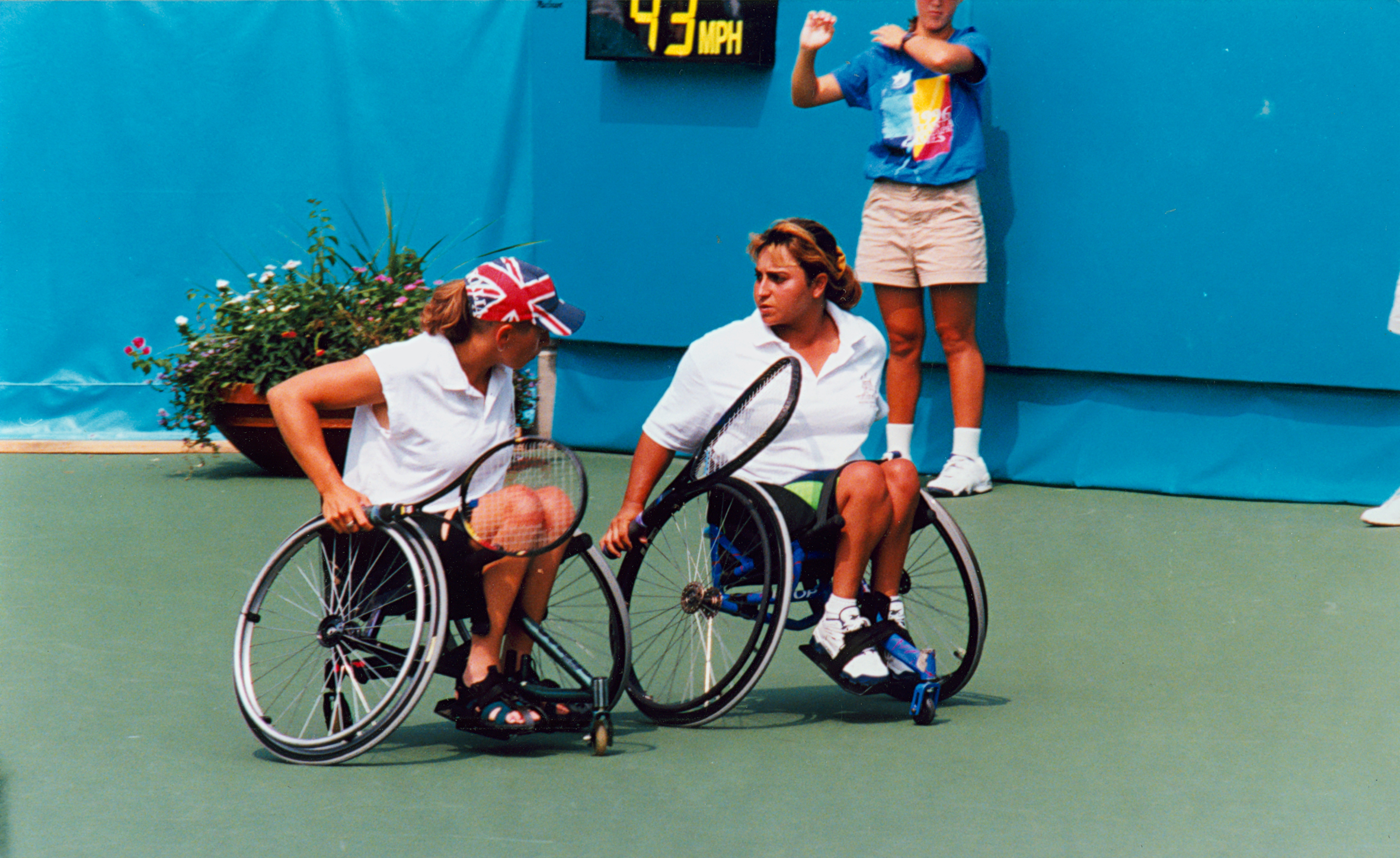
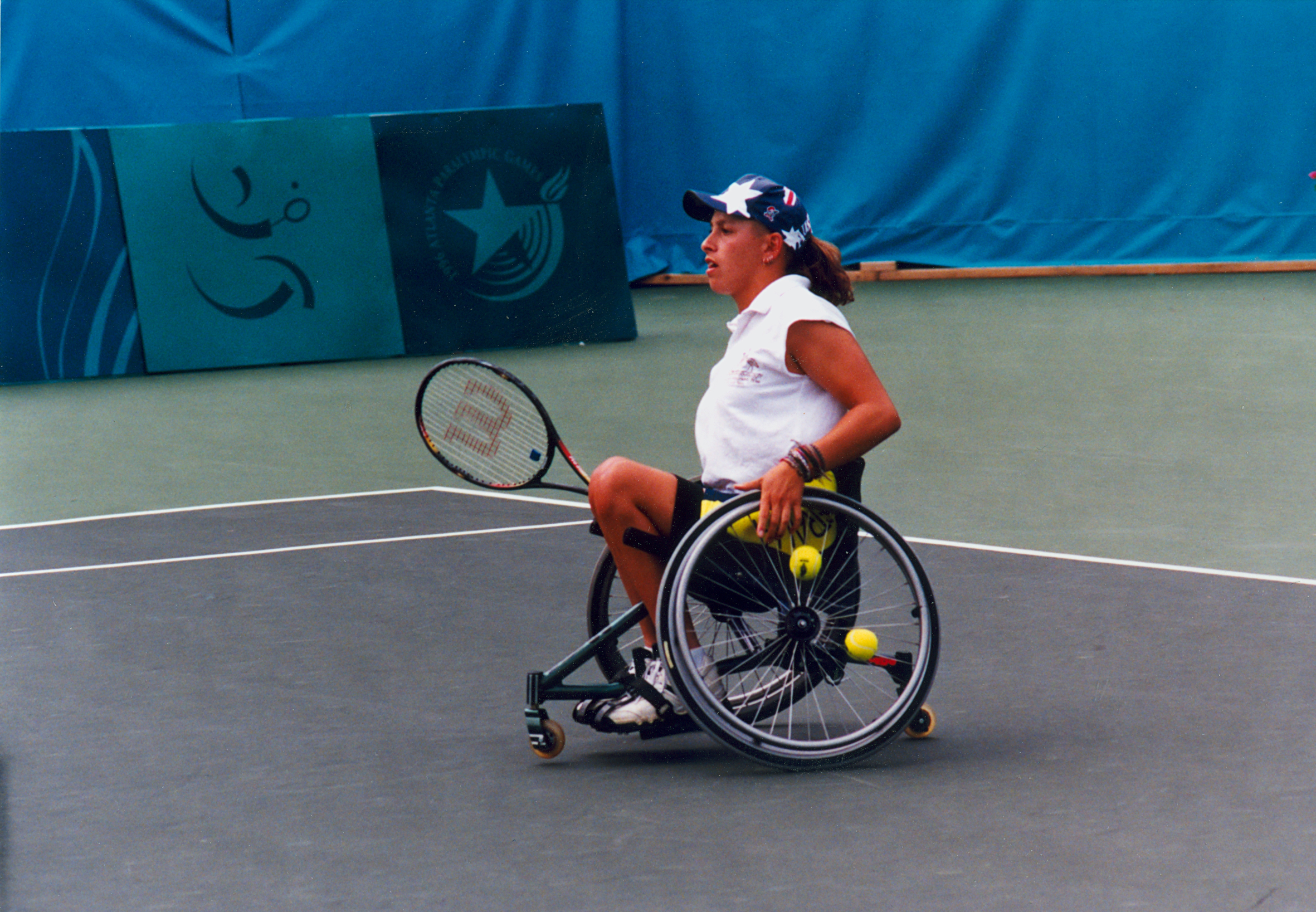
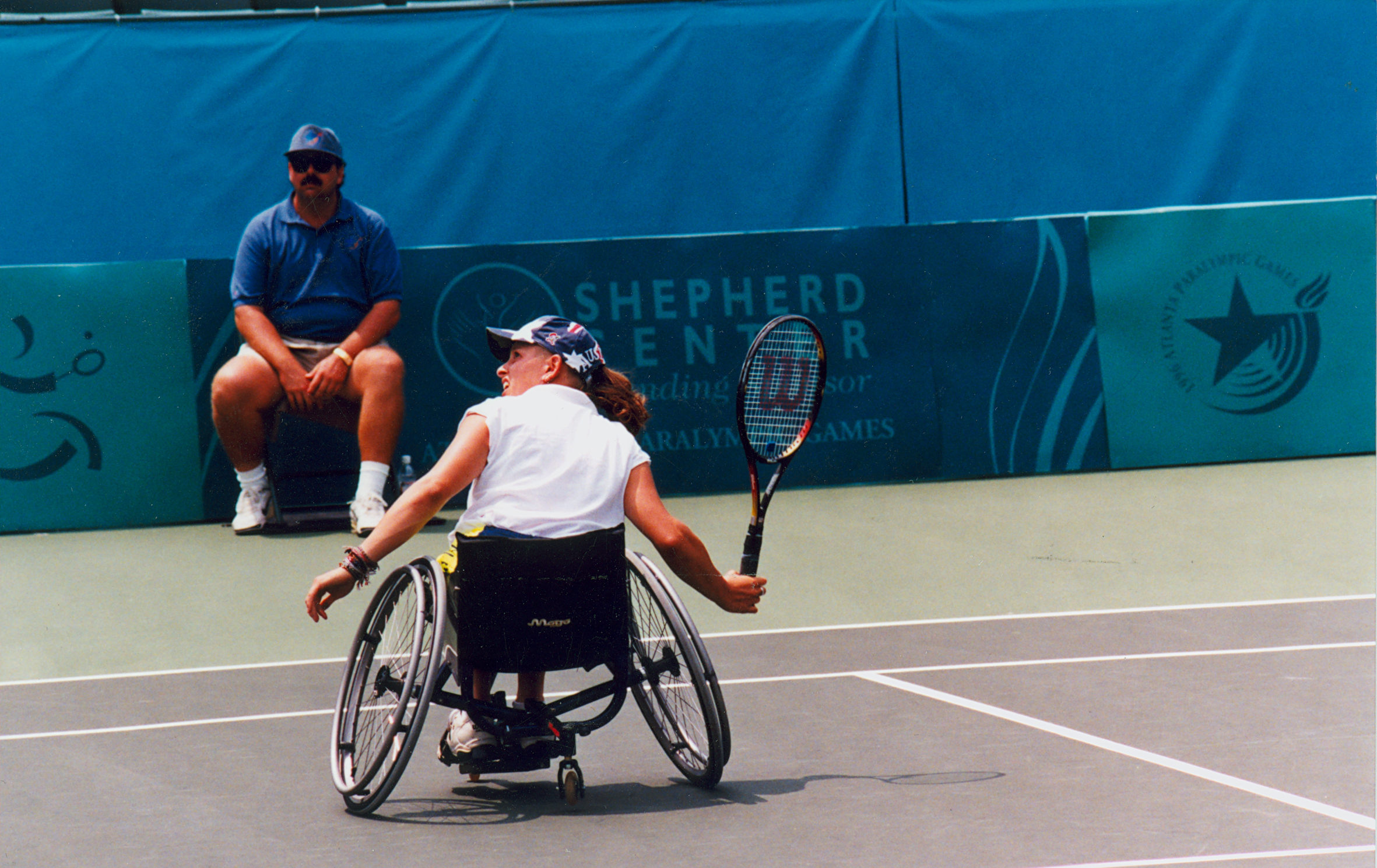